# 댄스 아카데미
댄스 아카데미(Dance Academy)는 오스트레일리아에서 제작된 2010년 드라마 영화이다. 타라 모리스 등이 주연으로 출연하였다.

## 에피소드
- 시리즈 1: 총 26화 (2010년 5월 31일 ~ 2010년 7월 5일)
- 시리즈 2: 총 26화 (2012년 3월 12일 ~ 2012년 4월 24일)
- 시리즈 3: 총 13화 (2013년 7월 8일 ~ 2013년 9월 30일)

## 출연

### 주연
- 타라 모리스
- 조단 로드리게스
- 톰 그린
- 팀 포콕
- 제니아 굿윈
- 알리샤 배닛
- 데나 카플란

### 조연
- 루크 브레이시